# Peruíbe
Peruíbe è un comune del Brasile nello Stato di San Paolo, parte della mesoregione del Litoral Sul Paulista e della microregione di Itanhaém.